# Mjältön
Mjältön ligger i Vibyggerå socken vid Höga kusten i Kramfors kommun och skiljs från fastlandet av Mjältösundet. På ön finns Bastutoberget, vars topp når 236 meter över havet, vilket gör Mjältön till Sveriges högsta ö.
På ön ligger, innanför Baggviken i öster, den lilla Baggtjärnen (11 m ö.h.). I öns nordspets ligger Öberget, och mellan Norr-Aspviken och Sör-Aspviken sticker halvön Aspholmen ut mot nordost. På öns östsida ligger Sköloberget norr om Baggviken. Söder om viken ligger Baggberget. Markusberget utgör öns södra del, varifrån en liten halvö, Valmen, löper ut i Mjältösundets södra del. 
Ungefär mitt på ön, på Bastutobergets sydöstra sluttning, ligger en grotta.

Flygfoto över Mjältön från cirka 1960.

Från Baggviken, Sör-Aspviken och Sundsbodarna går markerade stigar upp till toppen.  Av tradition ska de som bestiger ön plocka med en sten från strandkanten och bära med sig upp till stenhögen på toppen av berget. På så sätt blir ön ytterligare lite högre.